# Salvador Bañuls
Salvador Bañuls y Navarro (Bigastro, 28 de julio de 1910 - Barcelona, 5 de marzo de 1976) fue un militar español, veterano de la Guerra Civil Española y de la División Azul y capitán general de Cataluña en el tardofranquismo.

## Biografía
Ingresó en la Academia General Militar en 1929 y alcanzó el grado de teniente en 1933. Al estallar la guerra civil española apoyó al «bando nacional», y durante el conflicto ascendió a capitán en 1937 y a comandante en 1939. Fue uno de los supervivientes de los sucesos acontecidos en el buque Rio Sil en Cartagena a fecha del 16 de agosto de 1936. En 1941 se marchó a luchar en el Frente Oriental con la División Azul, pero fue herido y regresó en julio de 1942. En 1946 se diplomó en la Escuela de Estado Mayor, donde prestó servicios hasta 1953. En 1953 fue nombrado jefe del distrito de Instrucción Premilitar Superior (IPS) en Madrid, y en 1959 director de la Academia Auxiliar Militar. En 1965 fue ascendido a general de brigada y destinado como jefe de Estado Mayor en la II Región Militar. Ascendido a general de división, fue segundo jefe de tropas de la VIII Región Militar y en 1969 comandante general de Melilla. El 7 de enero de 1972 fue ascendido a teniente general y el 22 de diciembre del mismo año fue nombrado Capitán general de Cataluña. Durante su mandato formó parte del consejo de guerra que en 1975 condenó a muerte a las militantes del FRAP María Jesús Dasca Penelas y Concepción Tristán López, las últimas mujeres condenadas a muerte por el franquismo (aunque el general Franco les acabó conmutando la pena capital por la de prisión). Dos meses antes había declarado que «como representante de las Fuerzas Armadas de guarnición en Cataluña puedo garantizar... que en el seno de la familia militar catalana no caben ni el comunismo ni sus diversas tendencias, porque sin reservas nos declaramos contra ellas».
Murió en marzo de 1976 en Barcelona por un cáncer de pulmón.
Se da la circunstancia que la prematura muerte de Bañuls permitió que el General de División Manuel Gutiérrez Mellado que estaba a punto de pasar a la reserva al cumplir la edad reglamentaria, ascendiese al empleo de Teniente General.